# Jedle sachalinská
Jedle sachalinská (Abies sachalinensis) je jehličnatý strom z čeledi borovicovité, z rodu jedlí, domovem v Japonsku a Rusku.

## Synonyma
- Abies veitchii varieta sachalinensis.

## Popis
Stálezelený, jehličnatý, středně rychle rostoucí strom (přibližně 30 cm za rok) , dorůstající 15-30 m. Koruna hustá, pyramidální. Borka šedobílá, s věkem drsná (varieta mayriana je výjimkou, u ní zůstává borka s věkem stále hladká) a tmavošedá. Pupeny chlupaté. Letorosty hustě chlupaté. Jehlice 1,2-3,5 cm dlouhé a 1-1,2 mm široké, seshora tmavozelené, vespod se dvěma zelenobílými pruhy. Šišky válcovité, 5-8 cm dlouhé a 2,5-3 cm široké, zpočátku hnědé, později dozráváním černohnědé. Semena žlutohnědá, 4,5-6 mm dlouhá a 2,5-3 mm široká, s 6-7 mm dlouhým křídlem. Semena dozrávají v září.

## Příbuznost
Existují 4 variety stromu:
- Abies sachalinensis varieta sachalinensis.
- Abies sachalinensis varieta gracilis.
- Abies sachalinensis varieta mayriana.
- Abies sachalinensis varieta nemorensis.

## Výskyt
Domovinou stromu je: Japonsko - ostrov Hokkaidó (varieta mayriana, varieta nemorensis, varieta sachalinensis); Rusko ( Ruská federace ) - poloostrov Kamčatka (varieta gracilis), souostroví Kurilské ostrovy (varieta sachalinensis) ostrov Sachalin (varieta nemorensis, varieta sachalinensis, varieta mayriana).

## Ekologie
Horský strom, roste v nadmořských výškách 800-1650 m. Mrazuvzdorný do -23 °C. Roste ve vlhkých, vodu dobře odvádějících půdách. pH půdy kyselé až neutrální. Nesnáší znečištění ovzduší, jako většina jedlí. Nenáročný na světlo, dokáže růst i ve stínu. Klima chladné, přímořské. Jedle sachalinská tvoří jak lesy samostatné, tak též smíšené, například s: smrkem ajanským (Picea jezoensis) , smrkem Glehnovým (Picea glehnii) a dalšími.

## Využití člověkem
Dřevo lehké, měkké, ne moc trvanlivé, používá se ve stavebnictví, na krabice, lodě a dřevovinu.
Též pěstována v arboretech a botanických zahradách v Rusku, Severní Evropě a USA, nicméně v oblastech s mírnou zimou se tento strom málokdy dožije dospělosti, neboť pro příliš vysokou teplotu strom nevstoupí do fáze dormance (obdoba zimního spánku živočichů u rostlin) a tím často dochází ke zničení stromu jarními mrazy.

## Ohrožení
Mimo Japonsko je strom stále více kácen pro dřevo, nicméně přesto není ohrožen a jeho populace je stabilní.